# Arleta Adamska-Sałaciak
Arleta Beata Adamska-Sałaciak – polska językoznawczyni, dr hab. nauk humanistycznych, profesor i kierownik Pracowni Leksykografii i Leksykologii Wydziału Anglistyki Uniwersytetu im. Adama Mickiewicza w Poznaniu.

## Życiorys
W 1980 ukończyła studia z zakresu filologii angielskiej na Uniwersytecie im. Adama Mickiewicza, w l. 1989-90 stypendystka Fulbrighta na University of California w Los Angeles (USA), 28 października 1996 habilitowała się na podstawie pracy zatytułowanej Language Change in the Works of Kruszewski, Baudouin de Courtenay and Rozwadowski (Zmiana językowa w pracach Kruszewskiego, Baudouina de Courtenay i Rozwadowskiego). 22 października 2007 uzyskała tytuł profesora nauk humanistycznych.
Jest profesorem i kierownikiem w Pracowni Leksykografii i Leksykologii na Wydziale Anglistyki Uniwersytetu im. Adama Mickiewicza w Poznaniu.